# 杉本友莉亜
杉本 友莉亜（すぎもと ゆりあ、1988年6月25日 - ）は、日本でタレント活動をしていた女優、モデル、元子役。劇団ひまわり系列の砂岡事務所に所属していた。

## 来歴
大阪府出身。幼少期に芸能活動を開始しており、2003年3月時点（当時中学2年生）で既に芸歴10年であった。

## 人物
1999年時点（当時小学5年生）での趣味は「何かを、いっぱい集める事」。特技はバレエとピアノ。

## 出演

### CM
- ダイワハウス ステイトメント ウィズ（1995年、大和ハウス工業） - 初の出演作[2]
- ひらかたパーク「愛と青春のひらぱー」篇（1995年、京阪電気鉄道）
- 広島じゃけん（1997年、キリンビール）
- 新ビオフェルミン（1998年、ビオフェルミン製薬）
- 進研ゼミ中学講座「うた」篇（2001年・2002年[3]、ベネッセコーポレーション）
- パブロンSゴールド（2002年 - 2010年[3]、大正製薬） - 竹下景子の娘 役
- BIENA「噂の我が家」篇、「娘の彼氏」篇（2002年、積水ハウス）
- ファイナルファンタジーXI（2002年、スクウェア）
- 三井のリハウス（2004年 - 2007年、三井不動産販売） - 夏帆（11代目リハウスガール）の姉 役
- フレッツ「卒業」篇[3]（2004年、NTT東日本）
- パブロンエース（2005年 - 2007年、大正製薬）

### 映画
- 泣いて笑って涙して ポコアポコ（1996年、共和教育映画社）
- ふれあい家族（1997年、兵庫県人権啓発協会） - 恵美 役

### ラジオドラマ
- FMシアター 深夜の市長 -地域からのメッセージ-（1997年1月11日、NHK-FM）[4]

### テレビドラマ
- 連続テレビ小説 あすか（1999年、NHK大阪放送局） - 綾瀬舞 役、藤吉愛 役（二役）
- 平成夫婦茶碗〜ドケチの花道〜 第6話（2000年2月16日、日本テレビ）
- ドラマスペシャル オカン（2000年9月3日、読売テレビ） - 右近ミユキ 役
- 平成夫婦茶碗スペシャル〜お母さんは風になった…（2000年12月19日、日本テレビ） - 柿崎早苗 役
- キッズ・ウォー3 〜ざけんなよ〜（2001年、中部日本放送） - 水野あゆみ 役
- 料理少年Kタロー 第6話（2001年11月10日、NHK大阪放送局） - 有吉薫 役
- 精霊流し〜あなたを忘れない〜（2002年、NHK） - 木下徳恵（演：滝沢沙織）の少女時代 役
- 幸せ咲いた〜結婚相談所物語〜（2003年、東海テレビ） - 窪塚愛 役
- 京都地検の女 第1シリーズ 第3話（2003年8月7日、テレビ朝日） - 香坂雅子 役
- 土曜ワイド劇場 森村誠一の終着駅シリーズ 19 死者の配達人（2006年3月25日、テレビ朝日） - 北野京子 役

### 雑誌・カタログ
- ラブベリー（2002年、徳間書店）
- CANDy（2002年、白泉社）
- soda・pop（2002年、ワールドフォトプレス）
- Cupop（2004年、セシール）

## 作品

### 写真集
- 杉本友莉亜 1st写真集 Escape 14エモーション（2003年、竹書房、ISBN 4-8124-1142-4）